# Pejagan (Jambesari Darus Sholah)
Pejagan is een bestuurslaag in het regentschap Bondowoso van de provincie Oost-Java, Indonesië. Pejagan telt 1839 inwoners (volkstelling 2010).